# Бонола, Роберто
Робе́рто Боно́ла (итал. Roberto Bonola; 14 ноября 1874 — 16 мая 1911) — итальянский математик, известен как автор книги «Неевклидова геометрия. Критико-историческое исследование её развития.»
Родился в Болонье 14 ноября 1874 года. Слабое здоровье и необеспеченность семьи заставили его в ранней юности прекратить школьные занятия, но стремление к точным наукам не угасло. Выдержав экстерном экзамен, Бонола поступает в Болонский университет и по блестящему его окончанию (в 1898 году) занимает, по приглашению своего учителя (впоследствии близкого друга) Федериго Энрикеса, место ассистента на кафедре проективной и начертательной геометрии. Одновременно с этим развивается его педагогическая деятельность, где широко развернулись природные преподавательские дарования молодого ученого. Позже переезжает в Павию, где преподает в женской нормальной школе и работает в качестве ассистента профессоров Виванти и Паскаля на кафедре исчисления бесконечно малых. Павия с её превосходной математической библиотекой и университетом, в котором были живы традиции ряда славных профессоров математики (Бельтрами, Сомилиано) способствовала появлению новых работ Бонола.
В Павии же после переезда он женился, встретив в своей супруге деятельную помощницу во всех своих начинаниях. В 1904—1907 годах он читает курс математики для химиков, а также (в качестве приват-доцента) курс проективной геометрии на отделении чистой математики и весьма оригинальный курс по основаниям геометрии, в который он вложил и свои разносторонние познания и тонкое преподавательское чутье. В 1911 года он был приглашен на конкурс профессоров в высшую женскую школу Magistero в Риме, но болезнь (саркома), из-за которой он неоднократно подвергался мучительным операциям, на этот раз пресекла его жизнь. Он скончался в родном городе Больнье по пути в Рим.
Одна часть его работ посвящена неевклидовой геометрии; сюда относилась также его докторская диссертация, критико-историческую часть которой он углубил в своем главном сочинении, в «Неевклидовой геометрии», переведенной на немецкий, английский, русские языки. В другой части своих трудов он занимается общими вопросами проективной геометрии и помещает несколько заметок о гомографических линейных системах на плоскости и в пространстве, указывая тут весьма изящные построения. Принимал активное участие в издании «Энциклопедии элементарной математики».